# Gugel

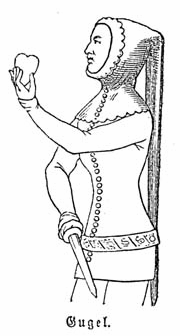

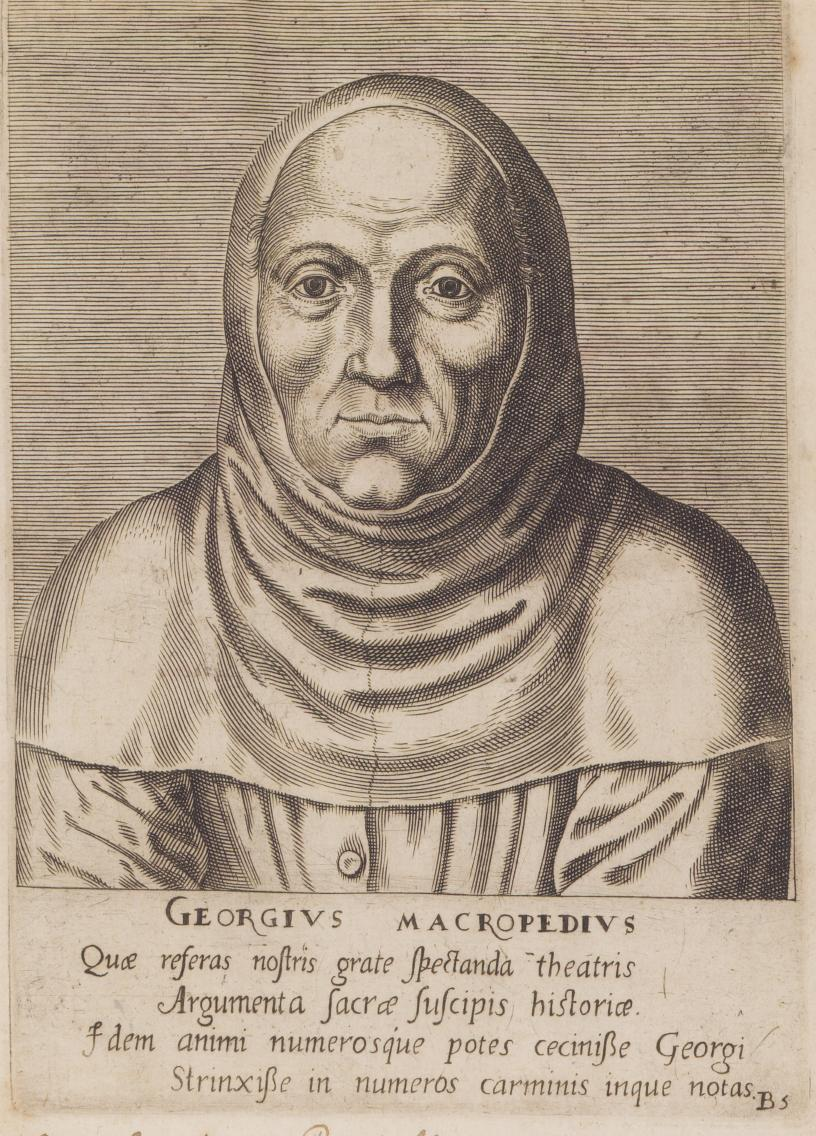
Un Gugelherr: Georgius Macropedius con el atuendo de los Hermanos de la Vida Común

Un gugel es una pieza de ropa que empezó a llevarse en Alemania en la Alta Edad Media, sobre todo los hombres. En principio era una capucha que cubría también los hombros. Podía estar fabricada de varios tejidos, pero el más común era la lana. Aunque empezaron llevándola los plebeyos, a partir del siglo xiv se puso de moda entre la nobleza. La punta se alargó considerablemente.